# بيقران ملدافي
بَيْقَران مُلْدَافي أو مَليِس تركي عشبة حولية طبية تعلو نحو 60 سم. ساقها فرعاء. أوراقها مستطيلة نصلها خملي البشرة واسع التسنين. أزهارها بنفسجية يعلوها مواج أبيض. أوراقها وأزهارها فوَّاحة العبير تستعمل استعمال الشاي ويُقال أنها لا تخلو من بعض المنافع الصحية والطبية وقد تفيد القلب وتُلْئِم الجرح.